# Alcyone Cone
Alcyone Cone är en kulle i Antarktis. Den ligger i Östantarktis. Nya Zeeland gör anspråk på området. Toppen på Alcyone Cone är 2 833 meter över havet.
Terrängen runt Alcyone Cone är varierad. Trakten är obefolkad. Det finns inga samhällen i närheten.